# بتمن علیه دراکولا
بتمن علیه دراکولا (به انگلیسی: The Batman vs Dracula) فیلمی در ژانر اکشن، ماجراجویی، علمی–تخیلی و ترسناک به کارگردانی مایکل گوگن و سام لیو است که در ۱۸ اکتبر ۲۰۰۵ به صورت دی‌وی‌دی عرضه شد. این فیلم بر اساس انیمیشن سریالی بتمن ۲۰۰۴ می‌باشد و توانست نظرات مخاطبان را به خود جلب کند و از سوی منتقدین نقدهای متوسط دریافت کرد. از صداپیشگان این فیلم می‌توان به رینو رومانو، پیتر استورماره، کوین مایکل ریچاردسون و تام کنی اشاره کرد.

## خلاصه داستان
جوکر و پنگوئن از تیمارستان آرکهام فرار کردند و بتمن به دنبال جوکر می‌رود تا او را به آرکهام برگرداند. پنگوئن به گورستان گاتهام برای جستجوی گنج مخفی شده می‌رود. او که به دنبال گنج است، تصادفی یکی از جسدهای دراکولا را زنده می‌کند! و…

## دنباله کنسل شده
قرار بود دنباله ای بر اساس این فیلم به نام بتمن علیه هاش ساخته شود ولی به دلایلی کنسل شد و هیچوقت ساخته نشد.